# Бобов (посёлок)
Бобов — посёлок в Краснопартизанском районе Саратовской области. Входит в состав сельского поселения Горновское муниципальное образование.

## География
Находится на расстоянии примерно 17 километров по прямой на юг от районного центра поселка Горный.

## Население
Население составляло 159 человек в 2002 году (65 % русские), 136 в 2010.